# Bőny
Bőny é um município da Hungria, situado no condado de Győr-Moson-Sopron. Tem 50,42 km² de área e sua população em 2015 foi estimada em 2.151 habitantes.